# Les Saisons (Rasio)
Les Saisons (Primavera, Estate, Autunno, Inverno) est une série de quatre tableaux de la fin du XVIIe siècle représentant des allégories arcimboldesques des quatre saisons. Les quatre toiles, attribuées au peintre Antonio Rasio, sont conservées à la Pinacothèque Tosio Martinengo de Brescia (inv. 956-959).

## Description
Peints à l'huile sur des toiles de 96 cm de haut sur 141 cm de large, les quatre tableaux sont enchâssés dans des cadres baroques noir et or. Ils représentent les saisons sous la forme de personnages en position semi-couchée et composés d'assemblages de végétaux. Inspirés de la description des saisons dans une édition des Métamorphoses d'Ovide par Cesare Ripa (1593), ils font du Printemps une jeune fille, de l'Été une femme, de l'Automne un homme d'âge mûr et de l'Hiver un vieillard,. Ce dernier se réchauffe les mains auprès d'un brasero dont les flammes sont suggérées par des fruits et des légumes-racines (ou légumes-bulbes). Étrangement, la continuité des arrière-plans semble inverser l'ordre chronologique des deux premières saisons, l'été étant ainsi placé à gauche du printemps.

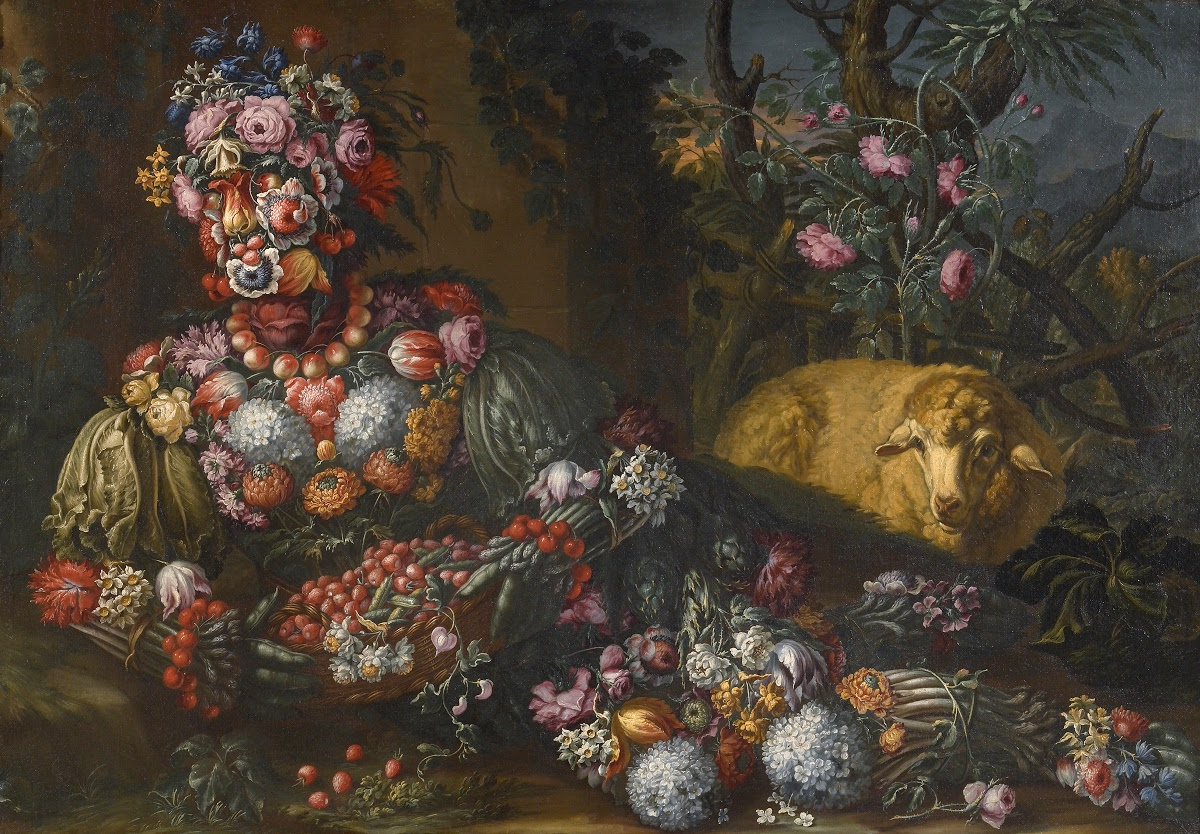
Le Printemps
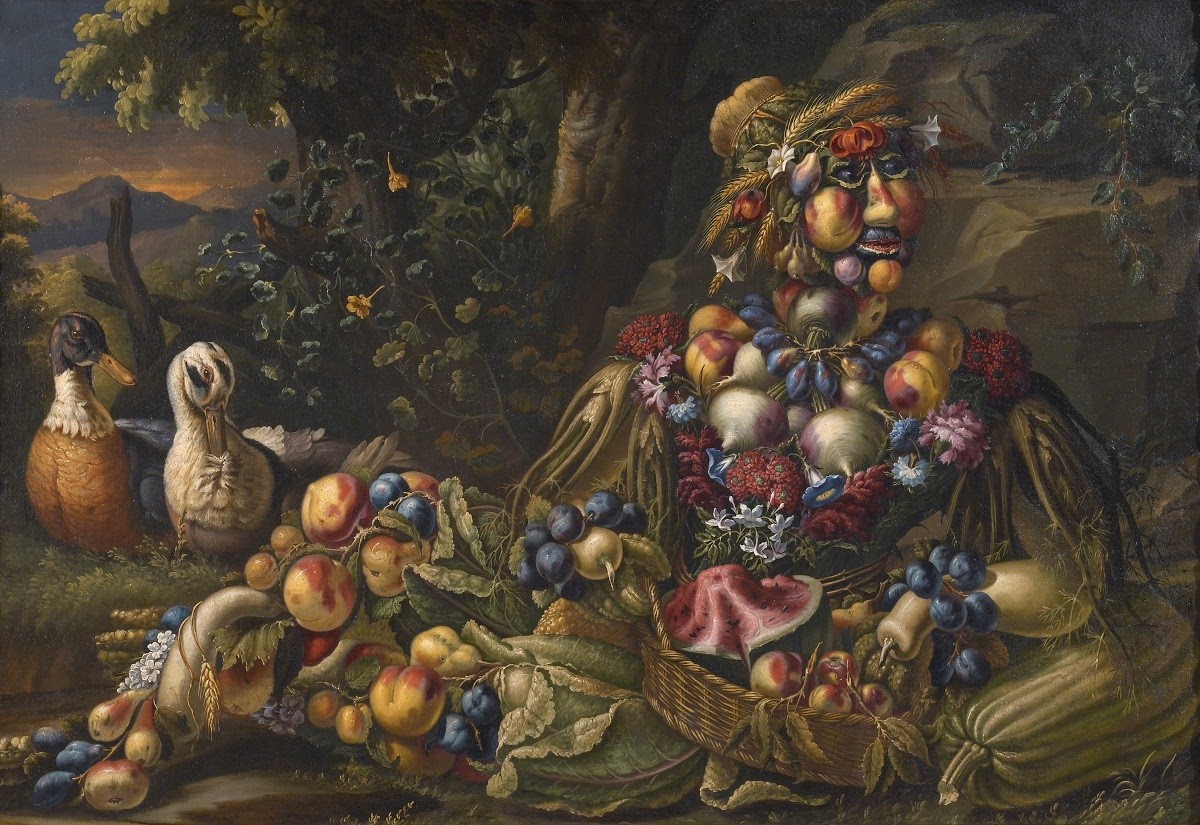
L'Été
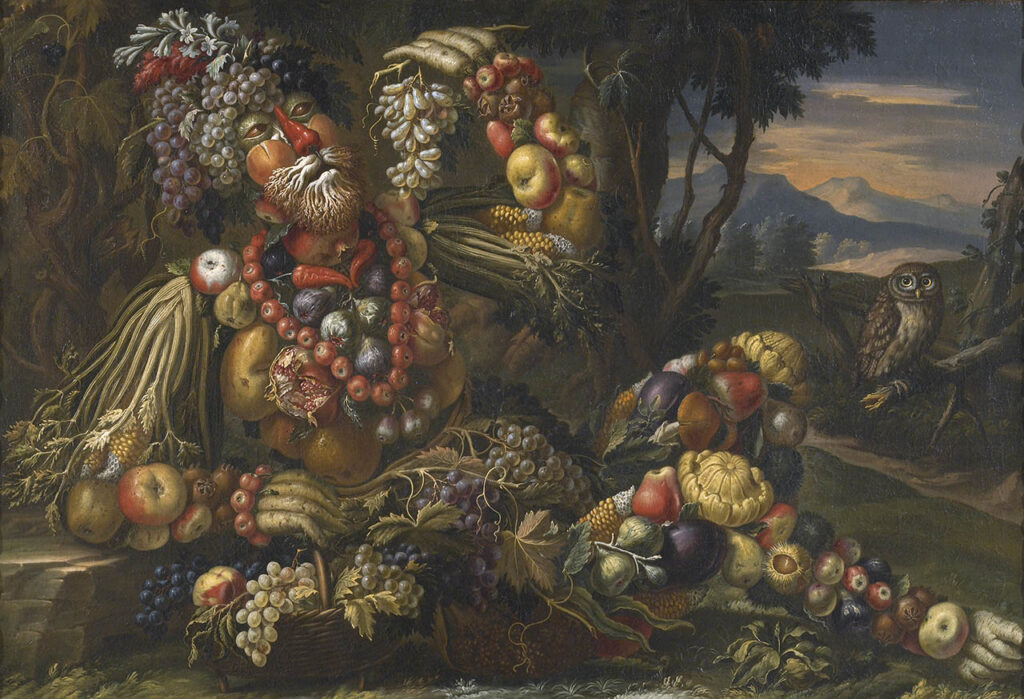
L'Automne
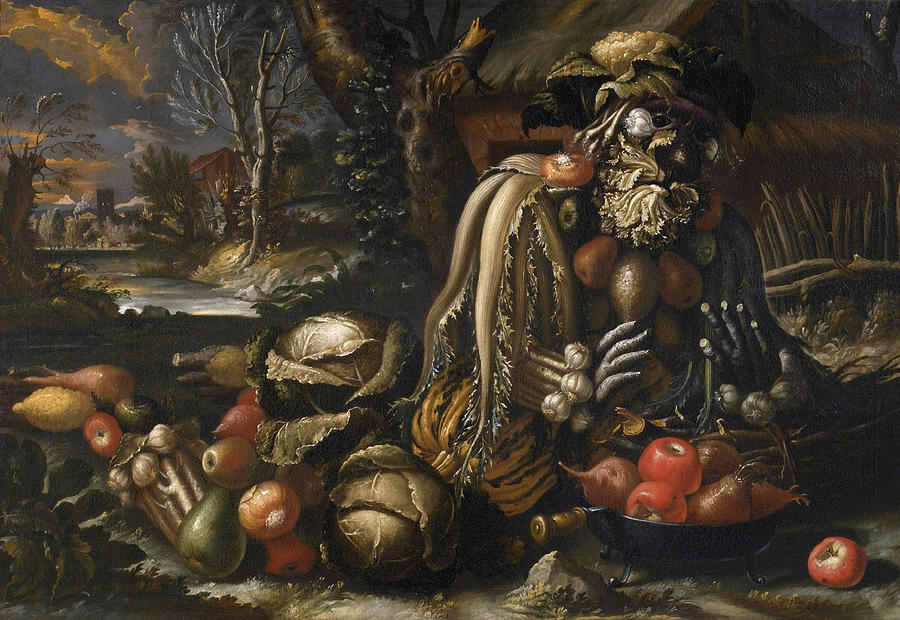
L'Hiver

## Historique, attribution et datation

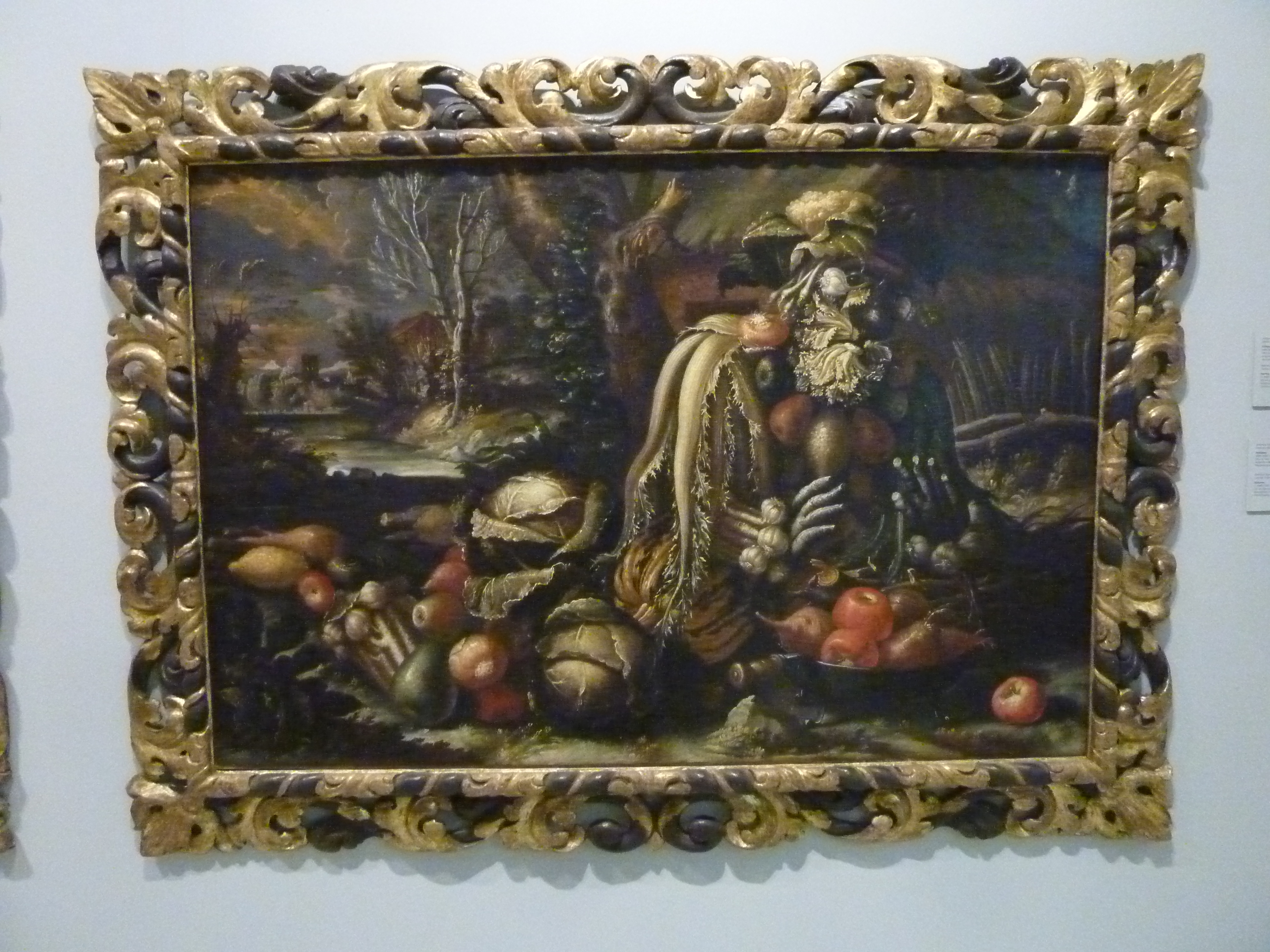
Vue de L'Hiver avec son cadre.

Acquis en 1952 par la commune de Brescia, ces tableaux étaient conservés auparavant dans la sacristie de l'église paroissiale de Verolanuova. En raison de leur iconographie, ils ont tout d'abord été attribués à un suiveur de Giuseppe Arcimboldo voire au maître lui-même, puis à Francesco Zucchi ou à un peintre italien anonyme du milieu du XVIIe siècle. Dans les années 1970, l'attribution à Arcimboldo ou à un épigone de celui-ci est relancée par la découverte d'un document d'archive de 1592 attestant l'acquisition de tableaux des quatre saisons par la famille Gambara, qui possédait un palais à Verolanuova.
Cependant, l'observation des fruits et légumes, dont certains n'ont été implantés en Italie du Nord qu'après 1630, ainsi que l'analyse des cadres originaux ont permis de dater cette série de tableaux des années 1685-1695. Par rapprochement stylistique avec une autre toile de la pinacothèque de Brescia, une Nature morte au virginal (1677), elle est aujourd'hui attribuée à un artiste relativement méconnu, Antonio Rasio.
Des variantes (ou des prototypes) du Printemps et de l'Été, de dimensions semblables, ont été acquises en 1939 auprès de la galerie Renou et Colle par le Wadsworth Atheneum de Hartford (Connecticut) (inv. 1939.212 et 1939.211). Elles sont attribuées à un artiste anonyme actif en Italie du Nord au XVIIe siècle.

Versions du Wadsworth Atheneum.
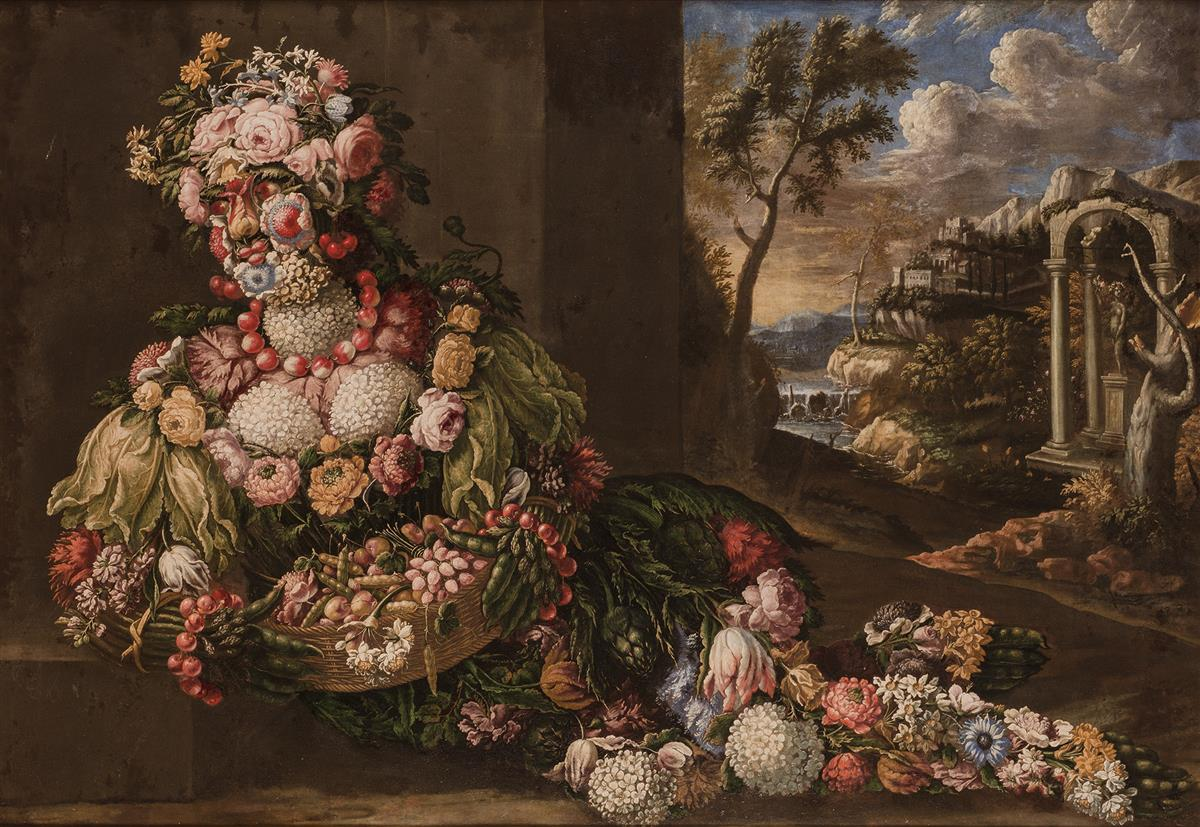
Le Printemps
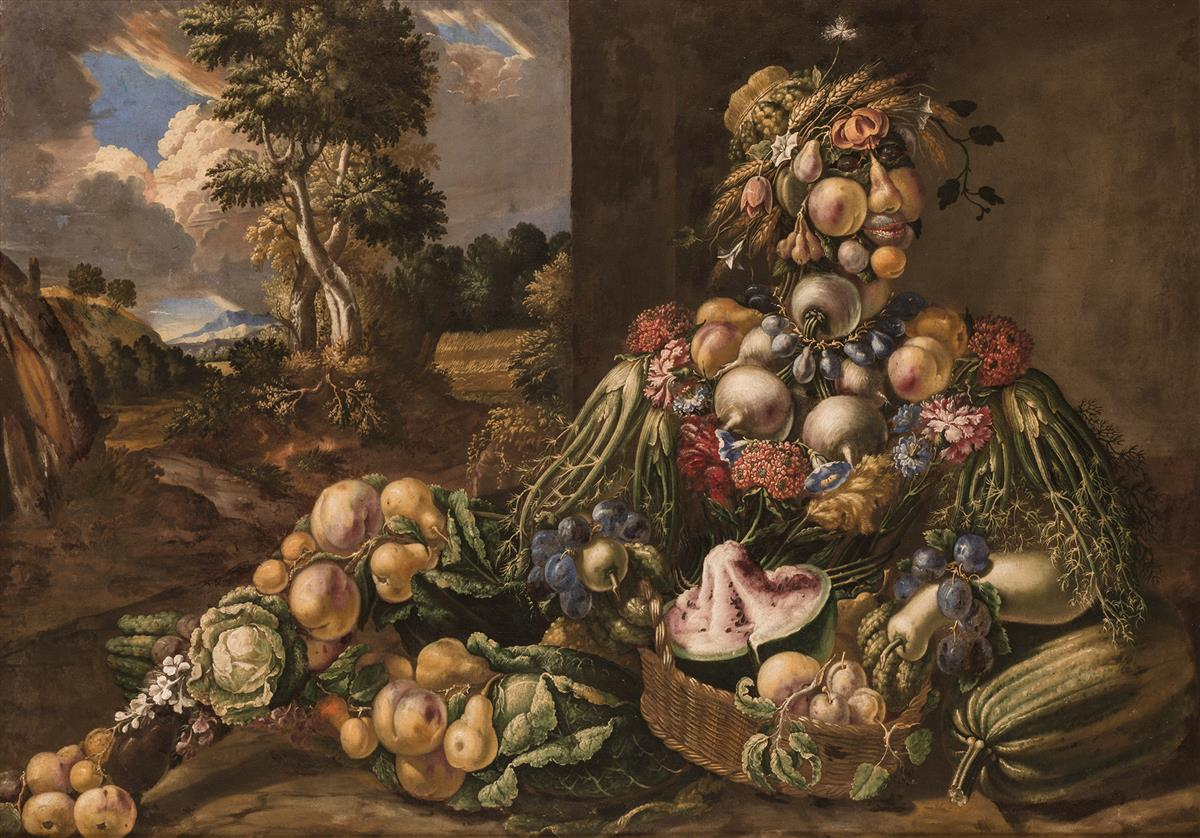
L'Été

Le Printemps et l'Hiver de la pinacothèque de Brescia ont été présentés au 2021 au centre Pompidou-Metz, dans le cadre de l'exposition Face à Arcimboldo, à côté d'une autre œuvre arcimboldesque de la même époque et de la même aire géographique, la statue du Custode dell'orto (Le Gardien du jardin).